# Sportverein Mattersburg 2016-2017
Questa voce raccoglie le informazioni riguardanti il Sportverein Mattersburg nelle competizioni ufficiali della stagione 2016-2017.

## Rosa
Rosa aggiornata al 30 giugno 2017.
| N. |                     | Ruolo | Calciatore          |
| -- | ------------------- | ----- | ------------------- |
| 2  | Lettonia (bandiera) | D     | Vitālijs Maksimenko |
| 3  | Austria (bandiera)  | C     | Peter Hawlik        |
| 4  | Austria (bandiera)  | D     | Nedeljko Malić      |
| 5  | Spagna (bandiera)   | D     | César Ortiz         |
| 6  | Austria (bandiera)  | D     | Philipp Erhardt     |
| 7  | Austria (bandiera)  | C     | Manuel Seidl        |
| 8  | Austria (bandiera)  | D     | Alois Höller        |
| 9  | Ungheria (bandiera) | A     | Barnabás Varga      |
| 10 | Spagna (bandiera)   | C     | Jano Velasco        |
| 11 | Austria (bandiera)  | A     | Alexander Ibser     |
| 13 | Austria (bandiera)  | A     | Florian Templ       |
| 14 | Austria (bandiera)  | C     | Dominik Doleschal   |
| 15 | Austria (bandiera)  | C     | Sven Sprangler      |
| 16 | Austria (bandiera)  | C     | Mario Grgić         |
| 17 | Austria (bandiera)  | D     | Patrick Farkas      |

| N. |                     | Ruolo | Calciatore         |
| -- | ------------------- | ----- | ------------------ |
| 18 | Austria (bandiera)  | D     | Lukas Rath         |
| 19 | Austria (bandiera)  | A     | Stefan Maierhofer  |
| 20 | Austria (bandiera)  | C     | Michael Perlak     |
| 21 | Austria (bandiera)  | P     | Markus Kuster      |
| 22 | Austria (bandiera)  | P     | Markus Böcskör     |
| 23 | Austria (bandiera)  | D     | Julius Ertlthaler  |
| 24 | Austria (bandiera)  | P     | Julian Rosenstingl |
| 25 | Austria (bandiera)  | D     | Michael Novak      |
| 26 | Spagna (bandiera)   | D     | Fran               |
| 27 | Austria (bandiera)  | C     | Thorsten Röcher    |
| 28 | Germania (bandiera) | C     | Francesco Lovrić   |
| 29 | Ghana (bandiera)    | A     | David Atanga       |
| 30 | Austria (bandiera)  | P     | Bernhard Unger     |
| 31 | Austria (bandiera)  | D     | Thorsten Mahrer    |
| 32 | Austria (bandiera)  | A     | Markus Pink        |
| 33 | Austria (bandiera)  | A     | Patrick Bürger     |

## Calciomercato

### Sessione estiva(dal 1º luglio al 31 agosto)
| Acquisti         | Acquisti         | Acquisti     | Acquisti   |
| R.               | Nome             | da           | Modalità   |
| ---------------- | ---------------- | ------------ | ---------- |
| D                | Francesco Lovrić | Stoccarda II | definitivo |
| C                | Manuel Seidl     | Wolfsberger  | definitivo |
| Altre operazioni |                  |              |            |
| R.               | Nome             | da           | Modalità   |

| Cessioni         | Cessioni           | Cessioni          | Cessioni   |
| R.               | Nome               | a                 | Modalità   |
| ---------------- | ------------------ | ----------------- | ---------- |
| P                | Thomas Borenitsch  |                   | ritiro     |
| C                | Manuel Prietl      | Arminia Bielefeld | definitivo |
| C                | Alexander Taschner | Stegerbach        | definitivo |
| A                | Ingo Klemen        | Stripfing         | definitivo |
| Altre operazioni |                    |                   |            |
| R.               | Nome               | a                 | Modalità   |

### Sessione invernale(dal 1º gennaio al 31 gennaio)
| Acquisti         | Acquisti          | Acquisti   | Acquisti   |
| R.               | Nome              | da         | Modalità   |
| ---------------- | ----------------- | ---------- | ---------- |
| D                | César Ortiz       | Altach     | definitivo |
| A                | David Atanga      | Salisburgo | prestito   |
| A                | Stefan Maierhofer |            | definitivo |
| Altre operazioni |                   |            |            |
| R.               | Nome              | da         | Modalità   |

| Cessioni         | Cessioni         | Cessioni         | Cessioni         |
| R.               | Nome             | a                | Modalità         |
| Altre operazioni | Altre operazioni | Altre operazioni | Altre operazioni |
| R.               | Nome             | a                | Modalità         |
| ---------------- | ---------------- | ---------------- | ---------------- |